# 1060 Magnolia
1060 Magnolia là một tiểu hành tinh bay quanh Mặt Trời. Ban đầu nó có tên là 1925 PA. Nhương hiện được đặt theo tên của chi thực vật Magnolia, cũng là tên của Pierre Magnol. Nó có đường kính 38 km.